# Arnaldo Genoino
Arnaldo Genoino (* 25. Juli 1909 in Rom; † 15. Oktober 1982 ebenda) war ein italienischer Filmregisseur.

## Leben
Genoino arbeitete zunächst als Journalist und Maler. Ab 1948 realisierte er zahlreiche Kurzfilme, bei denen er u. a. auch mit Giuseppe Maria Scotese und Cesare Zavattini zusammenarbeitete, und für Wochenschauen; daneben war er bei einigen Spielfilmen Regieassistent. Größtenteils fungierte Genoino jedoch als Produktionsleiter für Gesellschaften wie „Orsa Maggiore“, „Capitolium“ und „Documento Film“. 1958 inszenierte er zwei aufwändig produzierte Filme, bei denen Viktor Tourjansky die künstlerische Leitung innehatte.

## Filmografie (Auswahl)
- 1958: Wolgaschiffer (I battelieri del Volga) (auch Drehbuch)
- 1958: Herodes – Blut über Jerusalem (Erode il grande)
- 1961: Freddy und der Millionär (nur Drehbuch)